# Lhabzang

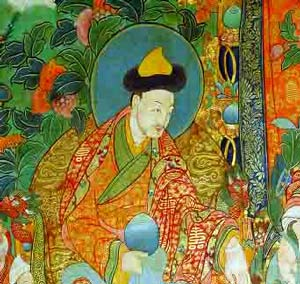
Lhabzang, Muurschildering in Sera

Koning Lhabzang, ook wel Lhabzang Khan (?-1717) was een Mongools heerser in Tibet van 1703 tot 1717. Zijn dood luidde de intocht van de soldaten in van de Chinese keizer Kangxi uit de Qing-dynastie.

## Historische achtergrond
Lhabzangs voorvader Güshri Khan van de Khoshut-Mongolen, een ondergroep van de Oirat-Mongools, had zich tot koning van Tibet uitgeroepen de vijfde dalai lama zijn hulp had ingeroepen om de gelug te ondersteunen. Op een paar maanden na zou Güshri Khan echter het politieke bestuur aan de dalai lama overlaten.
In de nieuwe staatsstructuur van Tibet was de dalai lama weliswaar de onbestreden geestelijke leider, maar hij werd aanvankelijk relatief weinig betrokken bij het bestuur. De politieke macht lag formeel in handen van de khans van de Khosuts, maar als echte nomaden verbleven ze liever in de omgeving van Dam ten zuiden van het meer Namtso. Ze kwamen alleen af en toe in de winter naar Lhasa, waar ze resideerden in het paleis Ganden Khagsar (dga' ldan khang gsar).
De eigenlijke politieke macht was daarom in handen van een regent, die aanvankelijk door de Mongoolse koningen benoemd werd. Onder de zwakke opvolgers van Güshri Khan nam de invloed van de Mongoolse koningen steeds meer af, wat uitliep op een toename van de macht van de vijfde dalai lama. De door hem in 1679 benoemde regent Sanggye Gyatso was een machtbewuste man die Tibet met strenge hand regeerde.

## Overname van de macht in Tibet

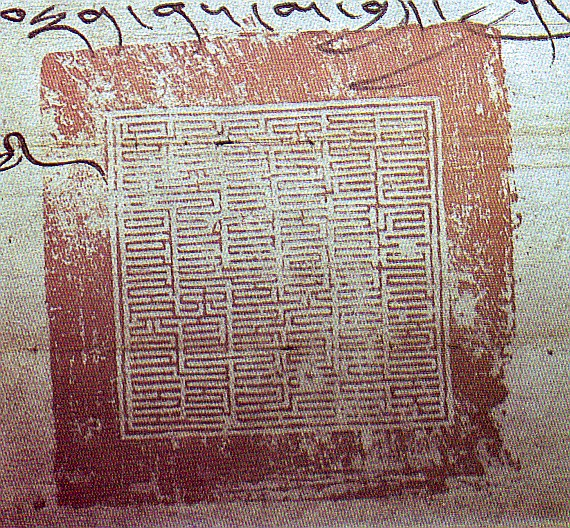
Ambtszegel van Lhabzang Khan

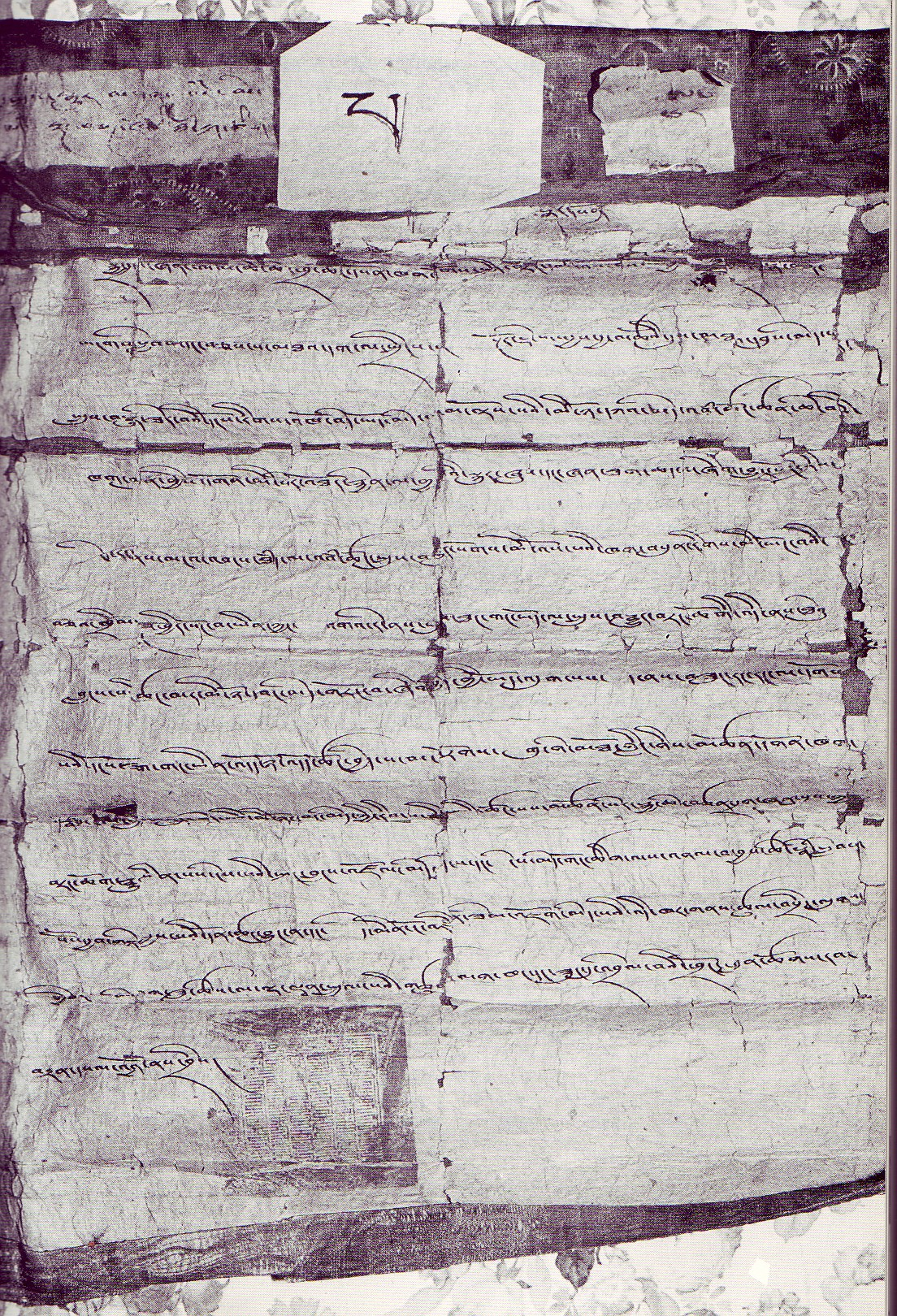
Heerseroorkonde van Lhabzang Khan uit 1707

De desinteresse van de Mongoolse koningen voor de regeringszaken van Tibet verdween toen Lhabzang Khan aan de macht kwam. Na de dood van zijn vader Dalai Khan (1668-1701) regeerde van 1701 tot 1703 eerst zijn broer Tenzin Wangchuk Khan over de Khoshut-Mongolen. In 1703 liet Lhabzang zijn broer vergiftigen en greep hij de macht. Hij streefde naar onafhankelijkheid van de overige Oirat-Mongolen onder leiding van Dzjoengaren en richtte zijn blik op Lhasa.
De zesde dalai lama Tsangyang Gyatso (1683-1706) hield zich tot ongenoegen van de khan, de Chinese keizer en een groot deel van de geestelijkheid niet aan de strenge regels van de Vinaya Pitaka die de gelugschool voorschreef. Uiteindelijk gaf hij zijn monnikengelofte terug. Zijn regent Sanggye Gyatso had tot tweemaal toe geprobeerd Lhabzang te vergiftigen. Lhabzang reageerde daarop met een opmars naar Lhasa. Hij overwon de regent en verzekerde hem immuniteit. Ondanks deze toezegging liet Tsering Trashi, de echtgenote van Lhabzang, de regent in Gongkar oppakken en op 6 september 1705 executeren. Lhabzang zette de zesde dalai lama af en stuurde hem op reis naar Peking. Onderweg stierf de dalai lama, vermoedelijk een onnatuurlijke dood.

### Verstoorde verhouding met de boeddhistische geestelijkheid
Met de verbanning van de zesde dalai lama haalde Lhabzang zich het ongenoegen en de woede van delen van de boeddhistische clerus en de Tibetaanse bevolking op de hals. De arrestatie van de zesde dalai lama had al tot veel tumult geleid. Lhabzang verkondigde dat de zesde dalai lama niet de echte was en dat hij de echte dalai lama had gevonden en geïnstalleerd. Deze plaatsvervanger had de naam Yeshe Gyatso en sommige bronnen melden over hem dat hij een natuurlijke zoon was van Lhabzang. De Tibetanen erkenden hem echter niet en gingen op zoek naar de reïncarnatie, die gevonden werd in Kälsang Gyatso. Keizer Kangxi had in eerste instantie Yeshe Gyatso erkend als de zevende dalai lama, maar besloot in 1710 na een verwarrende tijd toch Kelsang Gyatso te erkennen als de juiste reïncarnatie.

### Betrekkingen met het Chinese keizerlijk hof
Onmiddellijk na de moord op de regent Sangé Gyatso verzond Lhabzang een bericht over het verloop van de gebeurtenissen in Tibet naar de Chinese keizer Kangxi. Kangxi was een uitgesproken tegenstander van de regent en deelde per omgaande zijn instemming mee. Hij stuurde de Mantsjoe-luitenant Hsi-chu naar Tibet om Lhabzang de titel I-fa-kung-shun-han (religieuze en trouwe khan) te verlenen. Kangxi had Lhabzang ook de instructie gegeven om de afgezette zesde dalai lama naar Peking te laten deporteren.
In 1709 besloot keizer Kangxi een vertegenwoordiger van het keizerlijk hof naar Tibet te zenden om toezicht te houden op de uitvoering van de regeringstaken door Lhabzang. De keuze viel hierbij op Ho-shou, die met groot gevolg, maar zonder militaire escorte naar Lhasa reisde.
Ho-shou had de opdracht de orde in Tibet te herstellen en Lhabzang te ondersteunen tegen diens tegenstanders, die zich voor een belangrijk deel bevonden onder de aanhang van de vermoorde regent Sanggye Gyatso. Deze missie was de eerste poging van de kant van China, Tibet in te richten als een Chinees protectoraat. De poging strandde echter en Ho-shou verliet Lhasa in het jaar 1711. Zijn post werd niet opnieuw bezet en Lhabzang regeerde soeverein, zonder directe Chinese invloed in Tibet.

## Oorlog met Bhutan
Na een briefwisseling tussen Lhabzang en de koning van Bhutan, waarin wederzijds bedreigingen werden uitgesproken, trof Lhabzang in 1714 voorbereidingen voor een militaire operatie tegen Bhutan. Deze oorlog, waarin een vertegenwoordiger van de jonge adel in Tibet, Pholhanas, zich onderscheidde door zijn militaire prestaties, eindigde met een terugtrekking van de Mongoolse en Tibetaanse troepen. De oorlog droeg bij aan de verzwakking van Lhabzang Khan.

## Inval van de Dzjoengaren in Tibet
Tsewang Rabtan was de khan van de Dzjoengaren van 1697 tot 1727. Hij verzette zich tegen de Mantsjoe-politiek om de stammen van Binnen- en Buiten-Mongolië te onderwerpen en was daarmee een gevaar voor de expansiepolitiek van China.
Tsewang Rabtan huwelijkte eerst in 1714 zijn dochter uit aan de zoon van Lhabzang. Later, in 1717, greep hij de terugkeer van het echtpaar aan voor een geheime veldtocht naar Lhasa. Lhabzang doorzag de list te laat. Weliswaar kon hij met hulp van Pholhanas een verdedigingslinie organiseren, maar deze hield tegen de aanvallen van de Dzjoengaren slechts enkele maanden stand. Lhabzang trok zich daarom terug naar Lhasa. De stad werd door de Dzjoengaren belegerd en uiteindelijk door verraad uit de eigen rijen relatief gemakkelijk ingenomen. De verschrikkingen van de gebeurtenissen en van de plunderingen in Lhasa door de Dzjoengaren werden in berichten van katholieke missionarissen opgetekend.
Lhabzang vluchtte met zijn familie naar het Potala. Om de vernietiging van het Potalapaleis te voorkomen en de dood van de zich daar ophoudende vluchtelingen in het geval van een bestorming, ondernam hij met getrouwen een uitval waarbij hij werd gedood. De plundering van Potala en de afvoer van alle schatten in het gebouw had hij daarmee echter niet voorkomen.

### Gevolgen van de inval
De pogingen van Tsewang Rabtan om de zevende dalai lama naar Tibet terug te voeren liepen op niets uit. Deze bleef onder toezicht van de Chinese keizer Kangxi. Voor de keizer was het een politieke noodzaak de vereniging van Tibet met het Dzjoengarije van Tsewang Rabtan te voorkomen. Het gevolg was de uitzending van een Chinees leger naar Tibet. De eerste onderneming faalde in 1718. Een tweede expeditie leverde in september 1720 de inname van Lhasa op voor de Chinezen. In het gevolg van het Chinese leger bevond zich ook de zevende dalai lama, die nu in zijn ambt werd aangesteld.